# Lawrence Kao
Lawrence Kao (* 14. Mai 1985 in Hacienda Heights, Kalifornien) ist ein US-amerikanischer Schauspieler und Tänzer. Bekanntheit erlangte er vor allem durch die Rolle des Tommy Wah aus der Serie Wu Assassins.

## Leben und Karriere
Lawrence Kao wurde in Hacienda Heights, im US-Bundesstaat Kalifornien, geboren. Seien Eltern arbeiteten als Postbote und als Buchhalterin. Lange Zeit hegte er den Wunsch einen medizinischen Beruf zu ergreifen. Durch seine Mutter die wollte, dass er Gitarrenspielen lernte, entdeckte er sein Interesse an der Kunst. Neben der Gitarre spielte er auch Saxophon und Klavier. Er besuchte zunächst die Glen A. Wilson High School, wo er bereits bei Schulaufführungen auftrat und anschließend die University of California, Irvine, die er mit dem Bachelor of Fine Arts im Fach Theater abschloss. Bereits vor seinem Abschluss stand er regelmäßig auf den Theaterbühnen Kalifornien. So spielte er unter anderem Lysander aus William Shakespeares Sommernachtstraum. Bei der Premiere kam es zu einem Zwischenfall, bei dem Kao wegen versuchten Mordes verhaftet wurde. Er verbrachte eine Woche im Gefängnis bis herauskam, dass ein Augenzeuge ihn fälschlicherweise belastet hatte. Durch den Vorfall konnte er erst bei der finalen Aufführung des Stücks auftreten. An der Universität entdeckte er zudem seine Leidenschaft für das Tanzen. Er war Teilnehmer an der ersten Staffel der Fernseh-Show America’s Best Dance Crew beim Sender MTV, wo er als Teil des Team Kaba Modern auftrat. Die Gruppe landete auf dem dritten Platz.
Kao übernahm 2009 im Kurzfilm The Noble seine erste Rolle vor der Kamera. Seitdem trat er unter anderem in den Serien Franklin & Bash, The Walking Dead, LaLaLand, Hawaii Five-0, Navy CIS: L.A., Jennifer Falls, Scorpion, Murder in the First, 2 Broke Girls, Navy CIS: New Orleans, Workaholics, Sleepy Hollow, Girlboss und in The Purge – Die Säuberung in Gastrollen auf. 2015 spielte er eine kleine Rolle im Science-Fiction-Film Die Bestimmung – Insurgent. Ein Jahr darauf war er als Dr. Lee im Film Max Steel in einer Nebenrolle zu sehen. Von 2015 bis 2016 war er wiederkehrend als Van in The Originals zu sehen. 2019 trat er als Tommy Wah in einer der Hauptrollen in der Netflix-Serie Wu Assassins auf.
Heute ist er Teil der Tanztruppe Kinjaz, die Studios in Los Angeles und in China hat. Neben dem Schauspiel und dem Tanzen, ist Kao auch leidenschaftlicher Fotograf. Er lebt mit seiner Freundin in Los Angeles.

## Filmografie (Auswahl)
- 2009: The Noble (Kurzfilm)
- 2010: Hogoz (Fernsehserie, 2 Episoden)
- 2011: A Better Place
- 2011: Franklin & Bash (Fernsehserie, Episode 1x09)
- 2011–2014: JustKiddingFilms (Fernsehserie, 8 Episoden)
- 2012: The Walking Dead (Fernsehserie, 3 Episoden)
- 2013: The Drop Off (Kurzfilm)
- 2013: LaLaLand (Fernsehserie, 3 Episoden)
- 2013: Hawaii Five-0 (Fernsehserie, Episode 4x04)
- 2014: Navy CIS: L.A. (NCIS Los Angeles, Fernsehserie, Episode 5x22)
- 2014: The Rebound (Kurzfilm)
- 2014: Jennifer Falls (Fernsehserie, Episode 1x09)
- 2014: The Novice (Fernsehfilm)
- 2015: Scorpion (Fernsehserie, Episode 1x13)
- 2015: Die Bestimmung – Insurgent (The Divergent Series: Insurgent)
- 2015: Der Kreis (Circle)
- 2015: Murder in the First (Fernsehserie, Episode 2x07)
- 2015–2016: The Originals (Fernsehserie, 5 Episoden)
- 2016: I Hate You
- 2016: 2 Broke Girls (Fernsehserie, Episode 5x10)
- 2016: Max Steel
- 2017: Navy CIS: New Orleans (Fernsehserie, Episode 3x13)
- 2017: Workaholics (Fernsehserie, Episode 7x10)
- 2017: Sleepy Hollow (Fernsehserie, 2 Episoden)
- 2017: Girlboss (Fernsehserie, Episode 1x09)
- 2018: Ghosted (Fernsehserie, Episode 1x16)
- 2018: Honey 4: Lebe Deinen Traum (Honey: Rise Up and Dance)
- 2018: Silver Lake
- 2018: Broken Rings (Fernsehfilm)
- 2019: Lucky Fifty
- 2019: Dark/Web (Fernsehserie, Episode 1x06)
- 2019: Wu Assassins (Fernsehserie, 9 Episoden)
- 2019: Law & Order: LA (Fernsehserie, Episode 21x07)
- 2019: The Purge – Die Säuberung (Fernsehserie, 2 Episoden)
- 2019: A. I. Tales
- 2021: Navy CIS (NCIS, Fernsehserie, Episode 18x09)
- 2021: Leverage: Redemption (Fernsehserie, Episode 1x07)
- 2022: Fistful of Vengeance
- seit 2022: Walker: Independence (Fernsehserie)